# بیقرار (فیلم ۱۳۵۲)
بی‌قرار فیلمی به کارگردانی ایرج قادری، نویسندگی سعید مطلبی و تهیه‌کنندگی جمشید شیبانی محصول سال ۱۳۵۲ است.
این فیلم در تاریخ ۲۹ خرداد ۱۳۵۲ در سینماهای ایران اکران شده‌است.

## خلاصهٔ فیلم
فاطمه (فخری خوروش) و پوران (پوران)، دو زن بیوه، در باغ وحش با هم آشنا می‌شوند و پوران از فاطمه می‌خواهد که در خانه او و در کنار هم زندگی کنند. پوران در موسسه‌ای ماشین‌نویس است و در خانه با دستگاه بافندگی می‌کند. احمد (ایرج قادری) به او علاقه دارد و با دریافت بورسیه‌ای از طرف شرکت به خارج می‌رود، و پوران خواننده رادیو می‌شود. سال‌ها می‌گذرد و دختران فاطمه و پوران بزرگ می‌شوند. کبری (سپیده)، که نام سوزی را بر خود گذاشته، از این که مادرش کلفت است ناراضی است و لی‌لی (آتش) از این که مادرش وقت خود را در رادیو می‌گذراند دل‌تنگ است. سوزی دوستی به نام فرهاد دارد؛ اما فرهاد او را به این بهانه که مادرش کلفت است از خود می‌راند. احمد از سفر بازمی‌گردد و از پوران خواستگاری می‌کند، در حالی که لی‌لی هم به او علاقه‌مند است. پوران برای خاطر دخترش به احمد پاسخ منفی می‌دهد؛ اما لی‌لی نمی‌پذیرد. فاطمه بیمار می‌شود، و احمد به فرهاد به جهت برخوردش نسبت به کبری اعتراض می‌کند و او را مجاب می‌کند که با کبری ازدواج کند. احمد، کبری را به بالین مادرش می‌رساند؛ اما فاطمه قبل از رسیدن دخترش جان می‌دهد.

## جشنواره‌ها
- برنده جایزه بهترین نقش دوم زن از ششمین دوره جشنواره سینمایی سپاس تهران ـ ۱۳۵۳